# Penninischer Ozean
Der Penninische Ozean war ein Ozeanbecken am Südrand der Europäischen Platte, das von der Trias bis zur Kreide-Zeit existierte. Das nördlich angrenzende Schelfgebiet bildet heute u. a. das Helvetikum der Alpen, der südlich angrenzende Schelf befand sich auf der Apulischen Platte und der damit verbundenen Adriatischen Platte (heute Ost- und Südalpin). Der Penninische Ozean, der zusammen mit den angrenzenden Schelfen dem westlichen Tethysraum zugerechnet werden kann, wurde während der Alpidischen Orogenese vollständig geschlossen und bildet heute den überwiegenden Teil der Einheiten des Penninikums.
Der Ozean war zumindest zeit- und teilweise durch einen zentralen Schwellenbereich intern in zwei ozeanische Bereiche gegliedert:
- Der Valais-Ozean im Norden lässt sich als eigener Meeresraum von Westen her bis in die mittleren Ostalpen verfolgen, nach Westen wird eine Verbindung am Nordrand der heutigen iberischen Halbinsel (Iberia) über die Pyrenäen zum Atlantik vermutet. Dieser Zusammenhang ist jedoch umstritten.
- Der Ligurische Ozean im Süden war ein ausgedehntes Ozeanbecken, in dem weite Bereiche ozeanischer Kruste existierten.

Getrennt wurden die beiden ozeanischen Bereiche durch den Schwellenbereich des Briançonnais. Die genaue geologische Stellung des Briançonnais ist weiter Gegenstand der Forschung. Diskutiert wird die Herkunft als Rest eines Terrans oder als ehemalige Ostspitze Iberias.
Von den Kontinentalrändern und von der zentralen Schwelle des Briançonnais wurden Sedimente in den Ozean geliefert. Die Gesamtmächtigkeit der abgelagerten Schichten beträgt bis über 5.000 m.